# 大立廉
大立 廉（おおだて れん、明治22年（1889年）4月 - 昭和42年（1967年）4月）は、日本の技術者、政治家。元米子製鋼所長。元成実村会議員。

## 経歴
鳥取県西伯郡成実村（現在の米子市）の農家に生まれた。唯次郎の長男。
米子中学（現在の米子東高校）を経て明治44年（1911年）大阪高等工業学校卒業。米子製鋼所に迎えられ、生涯ここにとどまって、技術の研究開発につとめ、製鋼業の基盤を確立した。
大立が所長になったのは、坂口豊蔵所長が没した昭和5年（1930年）頃からと思われる。そのころから、新持馨（中国電力の重役）、今井兼文（今井書店の会長）の二人と親交を結び、謡、碁、旅行などの清遊を楽しんでいる。
戦後、大立は野に帰って百姓を始めた。昭和42年（1967年）4月死去。

## 人物像
大立が米子に戻った理由について、『勝田ヶ丘の人物誌』106-107頁によれば、｢大立が、大阪からまっすぐ製鋼所に帰ったのは、高等工業時代、坂口家から学費の援助を受けたことが一つの理由であったと思われる。日露戦争の結果、工業近代化が進展するなかで、彼のような新進気鋭の技術者が、片田舎の小さな企業にとどまることは到底考えられなかったであろう。それだけに、大立の存在が各方面から注目されたことはもとよりだが、実際、技術的に成功していたことも、当時の資料によって十分うかがうことができる。｣という。
『財界人物選集』 昭和14年（1939年）によれば大立の肩書は｢従七位、在郷陸軍歩兵中尉、米子商工会議所議員、成実村会議員、鳥取県鉄工機械器具工業連合会理事長、在郷軍人会成実分会顧問、日本曹達（株）理事米子製鋼所工場長｣である。
米子製鋼所について、『勝田ヶ丘の人物誌』106頁に｢米子製鋼所と言えば、米子では明治以来発達した基幹産業の一つで、特に戦前の市民には馴染み深く、戦時中は学徒動員して増産につとめた軍需工場であった。その創立は、実に明治三十八年にさかのぼる。産業革命の先駆者であった初代坂口平兵衛らによって米子町内に設立され、刃物鋼などの特殊鋼を生産し、その製品はほとんど軍需用として、砲兵工廠や海軍工廠などに送られた。｣とある。
宗教は曹洞宗。趣味は碁、謡曲、釣、読書。

## 家族
- 妻・まつの（室田久次郎の長女[1]）
- 嗣子・國家[1]

## 関連
- 新持馨
- 米子製鋼所